# گمینا اوستژکی دولنه
گمینا اوستژکی دولنه (به لهستانی:  Gmina Ustrzyki Dolne) یک گمینا در لهستان است که در شهرستان بیشچاد واقع شده‌است. گمینا اوستژکی دولنه ۴۷۷٫۷ کیلومتر مربع مساحت و ۱۷٬۶۲۳ نفر جمعیت دارد.